# Cantón de Saint-Flour-Sur
El cantón de Saint-Flour-Sur era una división administrativa francesa, que estaba situada en el departamento de Cantal y la región de Auvernia.

## Composición
El cantón estaba formado por doce comunas:
- Alleuze
- Cussac
- Lavastrie
- Les Ternes
- Neuvéglise
- Paulhac
- Saint-Flour
- Sériers
- Tanavelle
- Ussel
- Valuéjols
- Villedieu

## Supresión del cantón de Saint-Flour-Sur
En aplicación del Decreto nº 2014-149 de 13 de febrero de 2014, el cantón de Saint-Flour-Sur fue suprimido el 22 de marzo de 2015 y sus 12 comunas pasaron a formar parte; ocho del nuevo cantón de Saint-Flour-2, tres del nuevo cantón de Neuvéglise y una del nuevo cantón de Murat.